# Do or Die (chanson de Thirty Seconds to Mars)
Pour les articles homonymes, voir Do or Die.
Singles de Thirty Seconds to Mars
Up In the Air
(2013) City of Angels
(2013)
Pistes de Love, Lust, Faith and Dreams
Bright Lights Convergence
Do or Die est un single du groupe Thirty Seconds to Mars. C'est le deuxième single de l'album Love, Lust, Faith and Dreams sorti en mai 2013.
Dans la vidéo, on peut voir des témoignages d'Echelons (des fans), ainsi que des extraits de différents concerts du Love, Lust, Faith and Dreams Tour.